# 塔爾巴赫河 (安珀河支流)
47°45′24″N 10°57′02″E / 47.75666°N 10.95050°E

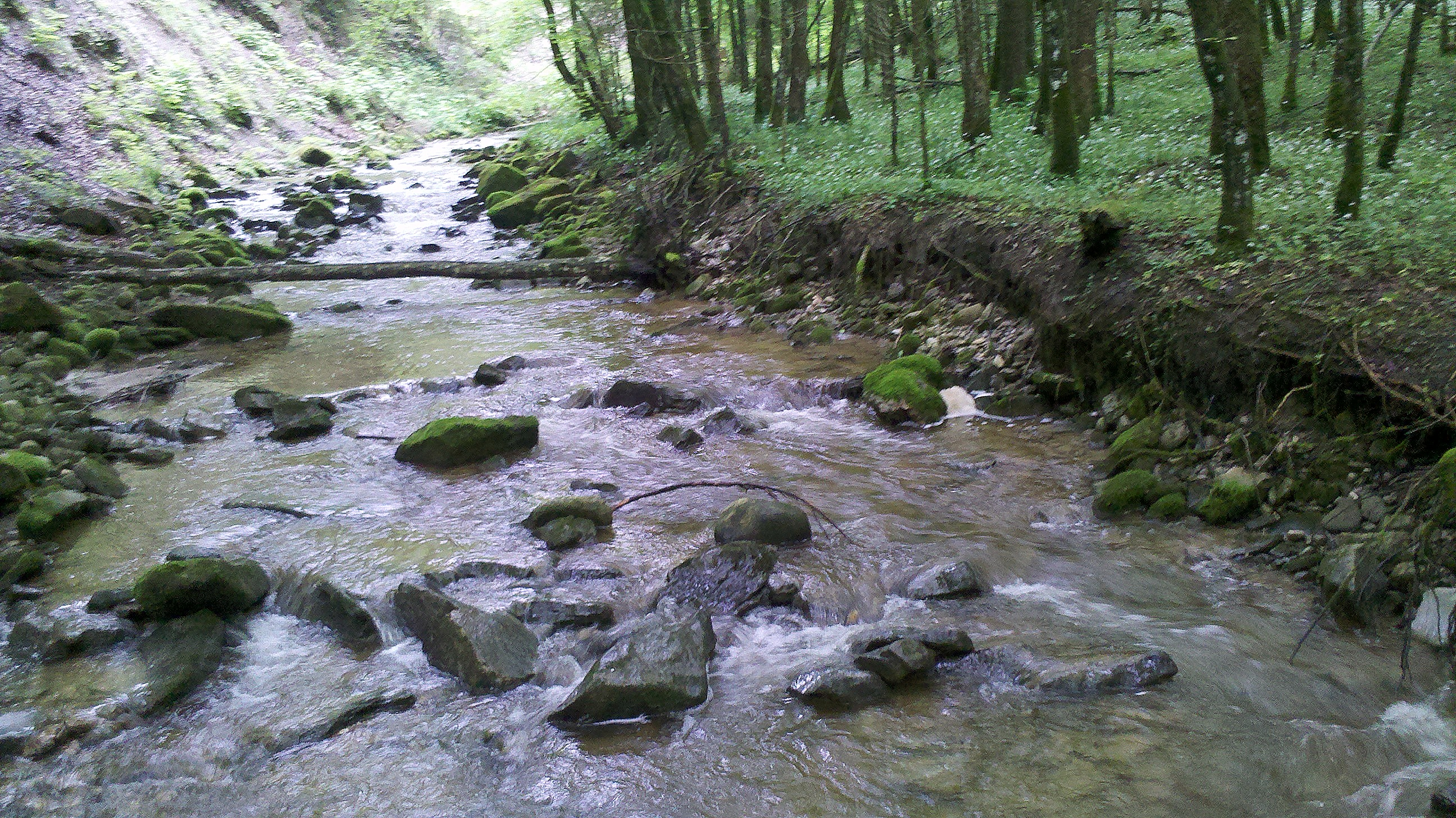

塔爾巴赫河是德國的河流，位於該國東南部，由巴伐利亞負責管轄，屬於安珀河的支流，河道全長7.5公里，流域面積7.7平方公里，發源自維爾德施泰格以北，河口處在羅滕布赫以南。